# Tomokazu Hirama
Tomokazu Hirama (født 30. juni 1977) er en tidligere japansk fodboldspiller.
Han har spillet for flere forskellige klubber i sin karriere, herunder Yokohama F. Marinos og Consadole Sapporo.